# Litteratörer och militärer
Litteratörer och militärer är en essäsamling av Frans G. Bengtsson som utkom första gången 1929.  Essäsamlingen var Bengtssons första bok på prosa.

## Innehåll
Essäernas titlar är:
- Villon
- Walter Scott
- Joseph Conrad
- Conrads Life and Letters
- Karl XII
- Stonewall Jackson
- Robert Monro
- Sergeant Bourgogne
- Keltiskt och irländskt
- Myter och Sagor
- En dryck ur källan
- Promenad till en myrstack

## Digitaliserad utgåva
- Litteratörer och militärer : essayer. Stockholm: Bonnier. 1929. Libris l5wbprwrj9r25trh. https://gupea.ub.gu.se/2077/84595

## Utgivning
En textkritisk och kommenterad nyutgåva av boken utkom 2001. Författare var Bertil Romberg, Svante Nordin och Jonas Ellerström.